# 学校法人弘前城東学園
学校法人弘前城東学園 （がっこうほうじんひろさきじょうとうがくえん）とは、青森県弘前市にある学校法人。

## 沿革
- 1979年4月 学校法人城東学園設立。弘前調理師専門学校が同法人となる。
- 1988年4月 弘前介護福祉専門学校開設。
- 1993年4月 弘前調理師専門学校と弘前介護福祉専門学校を統合して弘前ホスピタリティーアカデミーを開校。
  - 作業療法科
  - 介護福祉科
  - 調理科
- 1998年4月 弘前ホスピタリティーアカデミーに言語聴覚療法科を増設（1999年：言語聴覚科に改称）
- 2002年4月 弘前福祉短期大学生活福祉学科の開学により弘前ホスピタリティーアカデミー介護福祉科を募集停止する（翌年廃止）
- 2009年1月 法人を学校法人弘前城東学園へ改称。
- 2009年4月 弘前医療福祉大学を設置。弘前福祉短期大学を弘前医療福祉大学短期大学部に改組。弘前ホスピタリティーアカデミーを募集停止。
- 2011年3月 弘前ホスピタリティーアカデミーを廃校[1]。

## 理事長
- 下田肇

### 歴代理事長
- 下田敦子

## 運営する学校
- 弘前医療福祉大学
- 弘前医療福祉大学短期大学部

## 廃止校
- 弘前ホスピタリティーアカデミー